# Stadtbefestigungsanlage Altenteich

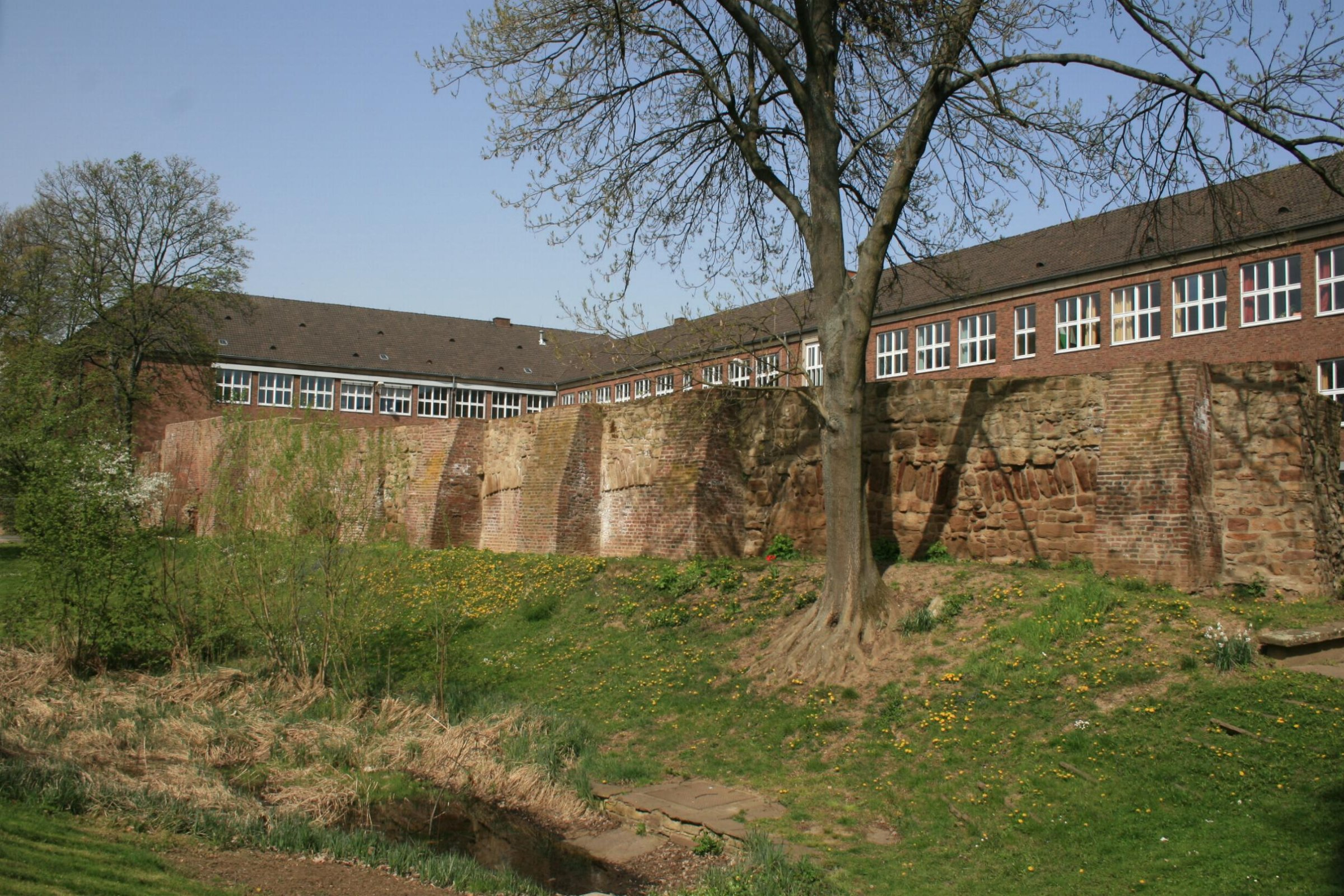

Die Stadtbefestigungsanlage Altenteich ist ein Rest der Stadtbefestigung von Düren in Nordrhein-Westfalen. 
Der Rest der Dürener Stadtmauer befindet sich zwischen den Straßen Altenteich und Stürtzstraße im Bereich des Stiftischen Gymnasiums und des angrenzenden Hoeschparks.
Zu dieser Bestefstigungsanlage gehören folgende Baudenkmäler:
- Dicker Turm (Düren)
- Stadtmauerrest am Grönjansturm
- Grönjansturm
- Mühlenteich als ehemalige Grabenanlage

Die Gesamtanlage ist unter Nr. 1/035 in die Denkmalliste der Stadt Düren eingetragen.